# Hook (película)
Hook (titulada: Hook (El capitán Garfio) en España y Hook, el regreso del Capitán Garfio en Hispanoamérica) es una película de aventuras y fantasía coproducida por TriStar Pictures y Amblin Entertainment y dirigida por el realizador estadounidense Steven Spielberg en 1991. El filme es un derivado de la obra literaria Peter Pan y Wendy, escrita por J. M. Barrie y publicada en 1911, en la que un adulto Peter Pan se ve en la necesidad de volver al País de Nunca Jamás después de que el capitán Garfio secuestre a sus hijos.
La película contó con las interpretaciones de Robin Williams y Dustin Hoffman en los roles principales de Peter Pan y el capitán James Garfio, respectivamente. Los papeles secundarios recayeron en Julia Roberts como Campanilla, Bob Hoskins como el contramaestre Smee, y Maggie Smith como la anciana Wendy Darling. Hook fue la decimoquinta película en la filmografía de Spielberg y el guion fue redactado por James V. Hart, Malia Scotch Marmo y Nick Castle. Durante la producción de la película surgieron algunos contratiempos: Spielberg dejó aparcado el proyecto de Hook desmotivado por el borrador inicial; el presupuesto se incrementó en 30 millones de dólares debido a la construcción de los enormes y lujosos escenarios que figuraron en el filme, obra de Norman Garwood y, además, Julia Roberts estuvo intratable durante el rodaje por problemas personales.
El director Steven Spielberg usó en el filme varios símbolos como los relojes o los piratas para tratar temas como el paso del tiempo, la madurez del individuo y/o la pérdida de la imaginación. Tras su estreno, la película generó críticas muy negativas que la catalogaron como una de las peores películas dirigidas por el director de Ohio. Pese a esto Hook estuvo nominada a cinco premios Óscar, así como a un Globo de Oro y a un Grammy, aunque no obtuvo ninguno de estos premios.

## Argumento

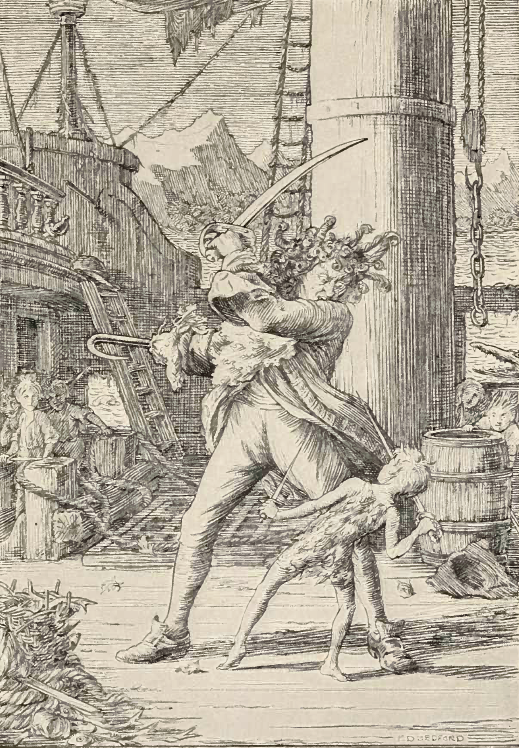
Ilustración original de F.D. Bedford realizada en 1911 para la obra de Sir J. M. Barrie Peter Pan y Wendy en la que se basó el filme de Steven Spielberg.

Después de los acontecimientos de Peter Pan y Wendy, Peter (Robin Williams) abandona El país de Nunca Jamás cuando conoce a la nieta de Wendy, Moira, y se enamora de ella, y es dado en adopción por Wendy (Maggie Smith) a la familia Banning. Ya de adulto, y habiendo olvidado sus recuerdos de la infancia, trabaja como abogado, está casado con Moira (Caroline Goodall) y tiene dos hijos, Jack (Charlie Korsmo), de 11 años y Maggie (Amber Scott), de 7 años. Sin embargo, su atareada actividad laboral no le permite pasar más tiempo con su familia. Realizan un viaje a Londres para visitar a Wendy. 
Durante la noche en la que el Great Ormond Street Hospital pretende reconocer públicamente la labor de Wendy con niños huérfanos, el capitán James Garfio (Dustin Hoffman) secuestra a sus hijos y los lleva consigo al País de Nunca Jamás. Cuando los padres y Wendy llegan a casa, descubren lo ocurrido. Wendy le revela a Peter su verdadera identidad, pero él se muestra escéptico al respecto. Para viajar al País de Nunca Jamás es asistido por Campanita (Julia Roberts). Una vez ahí, Garfio se decepciona de la apariencia adulta de Peter y manda ejecutarlo junto con sus hijos pero Campanita interviene y le propone un trato al pirata: al cabo de tres días entrenará a Banning para que recupere sus recuerdos de la infancia y vuelva a ser el Peter Pan que todos solían conocer ahí.
Banning se somete entonces a un proceso catártico con ayuda de los Niños Perdidos y del hada, y es capaz de volar nuevamente y adoptar su identidad como Peter Pan. Mientras tanto, gracias a la idea del contramaestre del Jolly Roger, Smee, Garfio planea vengarse de Peter haciendo que sus hijos empiecen a quererle a él, en vez de a Peter. Aunque Maggie se resiste, el plan del contramaestre sí surte efecto en Jack, el hijo mayor, a quien convence después de que los piratas organicen un partido de béisbol, su deporte preferido, y entonces Garfio le hace recordar a Jack la promesa incumplida de su padre al no asistir al último partido de la liga en la que milita.
Al término del plazo acordado por Campanilla, Peter se reúne con Garfio y ambos comienzan un enfrentamiento durante el cual Peter advierte que éste se ha apoderado emocionalmente de Jack, a quien ha adoptado incluso como su propio hijo. Al final, Peter logra recuperar el afecto de su hijo y Garfio es engullido por el mismo cocodrilo que en el pasado había devorado su mano, y que ahora yacía disecado como reloj silencioso en la plaza del muelle pirata. Con sus hijos ya liberados de los piratas, Peter se despide de los Niños Perdidos y regresa a Londres dejando el País de Nunca Jamás para continuar con su vida al lado de su familia.

## Reparto
- Dustin Hoffman como Capitán Garfio[16]
- Robin Williams como Peter Banning / Peter Pan[17]
  - Max Hoffman como Peter Pan niño
  - Ryan Francis como Peter Pan adolescente
- Julia Roberts como Campanilla[10]
  - Lisa Wilhoit como Campanilla niña
- Bob Hoskins como Smee[18]
- Maggie Smith como Wendy Darling[19][20]
  - Gwyneth Paltrow como Wendy adolescente
- Arthur Malet como Tootles[18]
- Charlie Korsmo como Jack Banning[19]
- Amber Scott como Maggie Banning[21]
- Caroline Goodall como Moira Banning
- Dante Basco como Rufio

A lo largo de la película hubo varias apariciones breves como las de Phil Collins como inspector de policía, Glenn Close como pirata y Carrie Fisher y George Lucas como una pareja anónima dándose un beso en el Puente de Westminster.

## Inspiración
Steven Spielberg conocía el cuento de Peter Pan y Wendy, de Sir James Matthew Barrie, desde que era niño gracias a las lecturas que su madre solía hacerle antes de dormir. Con once años de edad dirigió una adaptación de la obra de Barrie para una función de la escuela y, durante una entrevista en 1985, Spielberg declaró: «Siempre me sentí como Peter Pan y sigo sintiéndolo ahora. Ha sido muy difícil para mí crecer, de hecho soy una víctima del síndrome de Peter Pan».
Ochenta años después de la publicación de Peter Pan y Wendy, Spielberg llevó a la gran pantalla la adaptación sui generis que hizo James V. Hart de la obra original de Barrie. En dicha adaptación Peter Pan crecía, argumento que poseía el atractivo necesario para que Spielberg decidiera adaptarla. El director de Ohio tuvo algunos intentos fallidos ya que no encontraba el enfoque adecuado para el guion. De hecho, la idea original no fue del propio Spielberg sino del hijo del guionista James Hart que en cierta ocasión le preguntó a su padre: «Papá, ¿creció alguna vez Peter Pan?».

### Adaptaciones previas

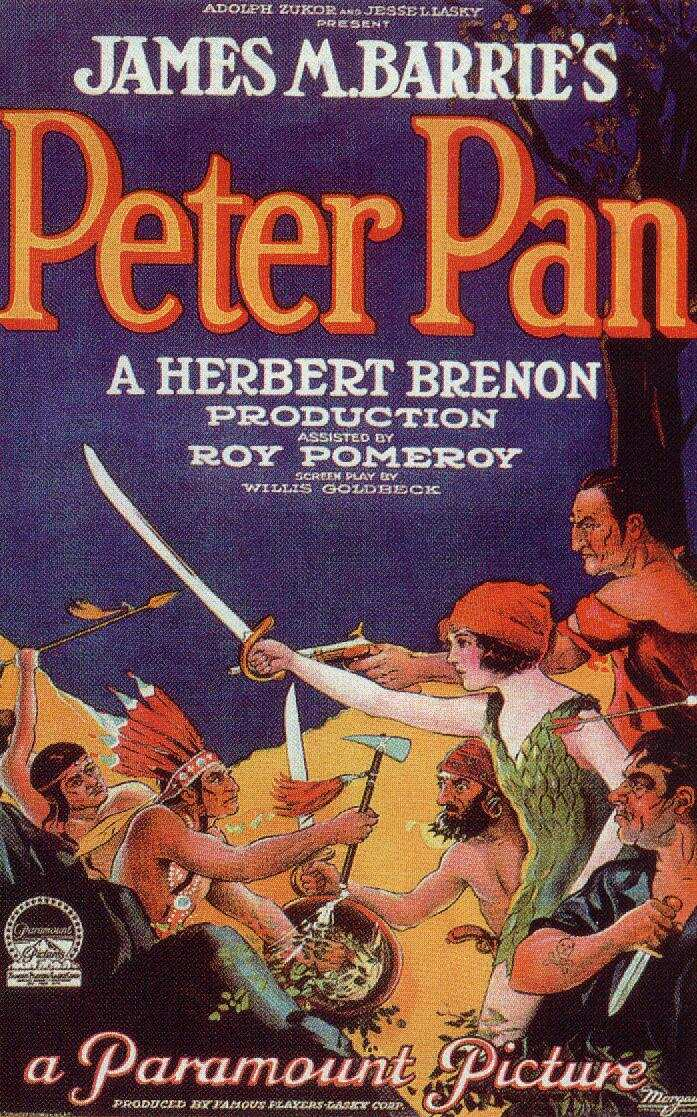
Cartel cinematográfico de la versión de la obra dirigida en 1924 por Herbert Brenon en plena era del cine mudo.

Anteriormente a la adaptación de Spielberg, la novela de Barrie se llevó al cine en varias ocasiones. La primera de ellas en 1924, dirigida por Herbert Brenon durante la era del cine mudo titulada Peter Pan y producida por Paramount Pictures. En 1953, Walt Disney Pictures llevó a la pantalla una versión animada de la historia creada por J.M. Barrie, dirigida por Clyde Geronimi, Wilfred Jackson, Hamilton Luske y Jack Kinney. En 1989, Nippon Animation emitió una serie animada de televisión de 41 episodios titulada Piitā Pan no Bōken (Las aventuras de Peter Pan). Le siguió la versión de Spielberg y, posteriormente, se realizaron más adaptaciones, incluso los estudios Disney realizaron una secuela en 2002.

## Producción

### Guion

#### Problemática con el borrador
El guion provisional de Hook, escrito por Jim V. Hart, fue pasando por los estudios de Hollywood desde principios de los años 1980, pero todo ellos rechazaron el proyecto debido a sus altos costos de producción hasta que este cayó definitivamente en manos de Spielberg. El realizador, que ya tuvo intentos en adaptar la obra de Barrie con un musical supuestamente protagonizado por el cantante Michael Jackson, volvió a enfocar la adaptación de Peter Pan desde su condición adulta tras leer la historia escrita por Hart. Pero cuando Spielberg pareció mostrar un claro interés en adaptar al cine la historia del País de Nunca Jamás, el guion ya había sido adquirido por el director Nick Castle, conocido por The Last Starfighter, que pensaba realizar una adaptación para TriStar Pictures. Mike Medavoy, antiguo representante de Spielberg y presidente de TriStar en 1990, declinó Castle a favor de Spielberg. Como compensación, Castle apareció en los créditos junto a Jim V. Hart en el apartado story (historia). Malia Scotch Marmo y Carrie Fisher —esta última sin acreditar— se unieron posteriormente al elenco de guionistas de Hook reescribiendo algunas líneas de diálogos.
Dodi Al-Fayed, empresario árabe y productor de cine que falleció posteriormente en 1997 junto a Diana de Gales en un accidente automovilístico en París, vendió finalmente los derechos que poseía de la obra protagonizada por Peter Pan a la productora TriStar Pictures, a cambio de que su nombre apareciera también en los créditos.

#### Temáticas y vinculaciones personales con Spielberg
La productora habitual de Steven Spielberg y magnate de Amblin Entertainment, Kathleen Kennedy, declaró en una entrevista concedida para la revista Variety en 1990 en relación con el despido de Castle como futuro director de Hook que «Steven [Spielberg] ya la había concebido en su mente».
El director de Ohio había aplazado varias veces el rodaje de la obra de Barrie porque ya no se sentía demasiado afín con el personaje de Peter Pan, hasta que leyó el guion de Hart, en el que Pan había crecido y había olvidado quién era absorbido en su trabajo de abogado. Además Spielberg notó similitudes entre el guion y su propia vida: en ese momento tenía una agenda apretada de trabajo como cineasta, y no pasaba mucho tiempo con sus hijos.
Además, el guion de Hart incorporaba varias de las constantes temáticas de las películas de Spielberg. La primera: el recurrente tema de personas normales que entran en contacto casi accidentalmente con lo fantástico. Peter Banning, volcado en su trabajo de abogado, ni siquiera se imagina que él en realidad es Peter Pan. Sólo cuando vuelve a Londres para visitar a su vieja conocida, se topa con una realidad fantástica. Hasta ese momento, ha crecido tanto que se había olvidado de su propia infancia, como Spielberg al momento de rodar Hook.
Otra de las constantes en sus filmes que figuraba en el guion de Hart era la relación disfuncional entre padre e hijo, la cual era un eco de la misma relación de Spielberg con su propio padre. El director ya había abordado antes ese mismo tema en películas como E.T., el extraterrestre o Indiana Jones y la última cruzada cuyos protagonistas —Elliot e Indiana, respectivamente— tienen problemas con la figura paterna.
La pérdida de la imaginación y la necesidad de recuperarla durante la edad adulta, se sugiere como subtrama básica de la película, tal como explica Spielberg durante el cortometraje documental de Hook: «Cuando Peter [Pan] creció, perdió su imaginación y se volvió un tipo más...».

### Rodaje

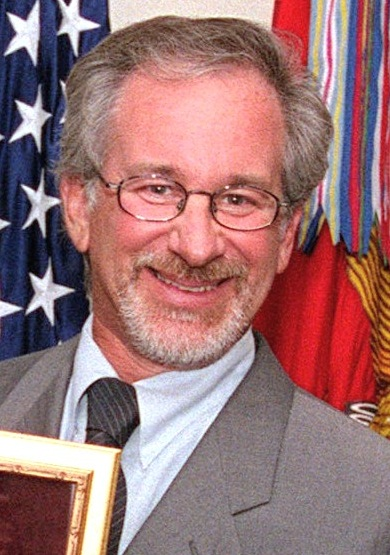
Steven Spielberg filmó Hook con cuarenta y cuatro años y fue la décimo quinta película en su filmografía.

Hook fue la decimoquinta película en la filmografía de Spielberg que contaba con cuarenta y cuatro años cuando la rodó. La financiaron Amblin Entertainment, productora del propio Spielberg, y TriStar Pictures, recién adquirida por Sony Pictures Entertainment.
El rodaje de Hook ocupó nueve platós de Culver City. Allí se construyeron todos los escenarios de la película que incluyeron: una réplica a escala real del barco del capitán Garfio, el "Jolly Roger", el árbol gigante de los Niños Perdidos, el muelle del País de Nunca Jamás, el camarote personal del capitán Garfio, entre otros, todos diseñados por el decorador de la película Brazil, Norman Garwood. Spielberg, además, se alegró especialmente en poder usar el plató veintisiete, lugar donde se rodaron las escenas de la Ciudad Esmeralda de la película El mago de Oz, una de las favoritas del director.
El rodaje de Hook se alargó más de lo esperado incrementando su presupuesto inicial: de 40 millones de dólares iniciales, se aumentó a unos 70 millones finales, debido a que Spielberg se alargó 40 días más de los 76 previstos para finalizar con el rodaje de la película.
El filme contó con varios cameos como los músicos Quincy Jones, David Crosby y Phil Collins, las actrices Glenn Close y Carrie Fisher y el productor y director de cine George Lucas.

### Banda sonora

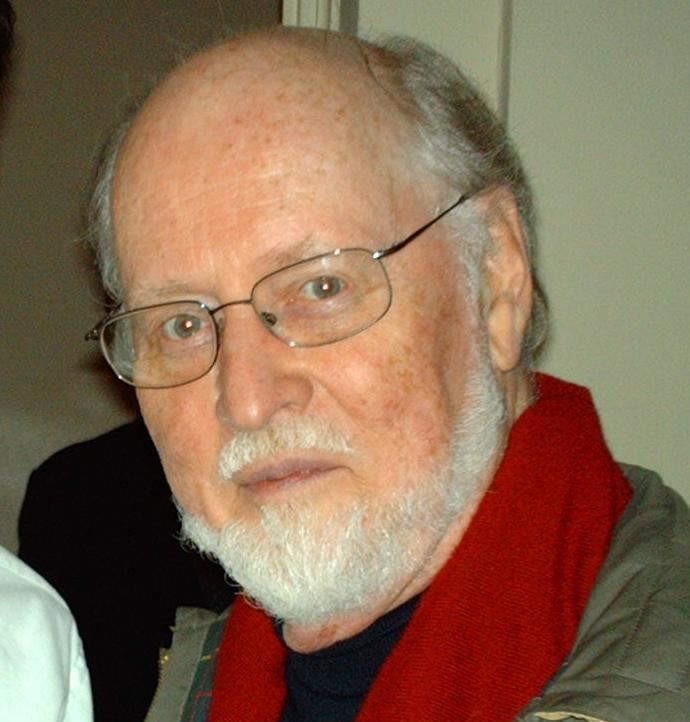
Imagen de 2006 del compositor y director de orquesta, John Williams, que realizó la banda sonora del filme.

John Williams, compositor estadounidense de música para cine colaborador habitual en la filmografía de Spielberg, realizó una extensa suite para Hook. Williams declaró en una entrevista concedida en 1992 sobre la banda sonora de la película que: «la música que usé en Hook podría tildarse de "teatral" o "música para ballet".» La razón principal de estas declaraciones fue porque en 1985 el compositor ya estuvo involucrado en el mismo proyecto cuando este era una puesta en escena para un musical, proyecto que finalmente acabó cancelándose pese a que Williams compusiera diez temas.

## Lanzamiento y recepción

### Crítica
Las críticas que recibió Hook fueron, por lo general, negativas o poco entusiastas y la colocaron como una de las peores películas dirigidas por Spielberg hasta la fecha.
El afamado crítico Roger Ebert de la publicación Chicago Sun-Times escribió que «el fallo de Hook radica en que intenta buscar algo nuevo, fresco o diferente en el mito de Peter Pan cuando Spielberg debería haber hecho un remake de la historia original para el público de los años 1990». En cambio, Hal Hinson, crítico de la publicación The Washington Post, fue más favorable en su crítica alabando la actuación de Dustin Hoffman en particular: «Hoffman hace un delicioso retrato del mal con el capitán Garfio. [...] Sin complejos teatrales, su actuación es grandilocuente, pomposa, sublime y narcisista.»
Entre la crítica en lengua española, la revista cinematográfica española Fotogramas la calificó de «versión libérrima del mito de Peter Pan que propone una lectura un tanto discutible del memorable texto de James M. Barrie». Fernando Morales, crítico de la publicación española El País, por su parte la calificó de «simpática superproducción».

### Premios y nominaciones
El filme del director de E.T. estuvo nominado a cinco estatuillas en la 64.ª ceremonia de los premios Óscar que otorga anualmente la Academia de Artes y Ciencias Cinematográficas de América en las categorías de mejor dirección artística (Norman Garwood, Garrett Lewis), mejor vestuario (Anthony Powell), mejor maquillaje (Christina Smith, Monty Westmore, Greg Cannom), mejores efectos visuales (Industrial Light & Magic) y mejor canción original («When You're Alone» compuesta por John Williams), aunque finalmente no obtuvo ninguno de ellos.
Asimismo, Dustin Hoffman, el actor que dio vida al famoso capitán Garfio, estuvo nominado al Globo de Oro como mejor actor de comedia o musical, aunque tampoco lo obtuvo. Casualmente, el ganador fue su compañero de reparto en Hook, Robin Williams que lo consiguió por su interpretación en la película The Fisher King, dirigida por Terry Gilliam.
De igual modo, el compositor John Williams estuvo nominado al Premio Grammy a la mejor banda sonora original, el cual perdió ante Alan Menken y Howard Ashman por la banda sonora de la película de Disney, La bella y la bestia.
Hook obtuvo galardón en los Premios Artista Joven en la categoría Mejor elenco juvenil en cine. Asimismo, los actores y actrices Amber Scott, Dante Basco, Raushan Hammond y Charlie Korsmo 
obtuvieron nominaciones en categorías individuales.

### Mercadotecnia

#### Cartel cinematográfico
Drew Struzan, colaborador habitual de Steven Spielberg en la creación de los carteles para sus producciones, realizó también el de Hook. Struzan hizo varios bocetos previos al cartel definitivo y barajó 60 dibujos y diferentes composiciones e ideas.

#### Lanzamiento en vídeo
Hook se lanzó en el antiguo formato análogico casero VHS y, posteriormente, en formato digital en DVD en una edición especial el 5 de mayo de 2008. Esta edición especial contenía un breve documental sobre cómo se hizo la película. El 15 de noviembre de 2011 se lanzó la película en el nuevo formato digital blu-ray.

## Simbolismo

### El reloj
Spielberg usó el símbolo del reloj en varias ocasiones durante el filme para hablar del paso del tiempo. El capitán Garfio es un enemigo acérrimo del sonido de «tic-tac» que producen las agujas de los relojes. Durante una escena de la película, se muestra un museo de relojes rotos de famosos piratas que ya no emiten sonido alguno, museo propiedad de Garfio, donde invita a Jack a romper el reloj que le confió su padre. Este ritual es un paso definitivo para ganarse la confianza del hijo de Pan y así distanciarlo aún más de su progenitor. Hacia el final del filme, los Niños Perdidos atacan a Garfio con multitud de relojes en funcionamiento y Garfio se horroriza, a lo que Peter Pan exclama: «¿Hola? ¿Tic-tac? ¿Tic-tac? ¿James Garfio tiene miedo de un simple reloj? Creo que no. Creo que James Garfio tiene miedo al tiempo, al tiempo que se va», poniendo de manifiesto uno de los temas capitales de Hook.

### Los piratas y los Niños Perdidos
Los piratas representan el mundo de los adultos y la inocencia perdida, en contraposición al de los Niños Perdidos, que a su vez representan la niñez sempiterna. Wendy hace explícito este tema cuando habla con Jack y este le explica el trabajo que ejerce su padre de abogado. Tras una cruel explicación, Wendy exclama: «Peter, te has convertido en un pirata...».

### El vuelo
El tema del vuelo representa la imaginación y los recuerdos alegres. Tanto Peter como sus hijos y Tootles usan algunos de sus recuerdos alegres para levantar el vuelo.